# 罗曼诺夫王朝
罗曼诺夫王朝（俄语：Романовы）是俄国历史上的一個王朝。在伊丽莎白女皇过世後，该王朝由霍爾斯坦-戈托普-羅曼諾夫王朝这一分支承繼。

## 彼得大帝的革新
罗曼诺夫王朝的第一代沙皇是米哈伊尔一世，但包括他在内的几位俄罗斯沙皇都不为人们所熟知。該王朝的先祖是留里克王朝時期的波雅貴族羅曼·尤里耶維奇·札哈林（約1500～1543），其子孫以他的名字為姓。王朝最著名的沙皇是彼得一世，人们一般尊称为彼得大帝，而他之後的君主都被稱為“皇帝”。由于他积极鼓励俄国西方化，并鼓励废除包括蓄胡须和穿着冗杂的长袍在内的诸多礼节，彼得一世一般被看作是俄罗斯帝国的最初奠基人和西化的代名词。俄国的第一家兵工厂、第一家报馆都是在他的倡导下成立的。
由于彼得大帝的革新，俄国迅速发展成为东欧的强国。恩格斯曾这样指出：“惊慌的西欧，在伊凡统治之初还不知道東方存在着一个莫斯科公国，现在由于看到一个硕大的帝国出现在歐洲边境而目瞪口呆。”俄国迅速发展各种产业，并在大北方战争中一举打败俄国的夙敌、北方强国瑞典，夺取了芬兰大公国和波罗的海的出海口。彼得一世还打败奥斯曼土耳其帝国，夺取了黑海的出海口。彼得一世于1721年放弃“全俄罗斯的君主、上帝加冕的神圣沙皇”这一从伊凡四世开始世袭的称号，而选择了“皇帝”这一西欧君主国（如神圣罗马帝国）最高统治者的称号，藉此象征俄罗斯帝国与西欧的各个国家有相同的政治地位。

## 帝系转移
彼得二世（1727年-1730年在位）去世后，罗曼诺夫王朝断绝男嗣，至未婚无嗣的伊丽莎白女皇（1741-1762年在位）去世之后，由彼得大帝的外孙霍爾斯坦-戈托普王朝的彼得·烏爾里希大公继承皇位，稱彼得三世，荷尔斯泰因-戈托普-罗曼诺夫王朝开始。

## 歷代沙皇與皇帝
1. 1613年-1645年，米哈伊尔一世
2. 1645年-1676年，阿列克谢·米哈伊洛维奇
3. 1676年-1682年，费奥多尔三世
4. 1682年-1689年，伊凡五世（与彼得一世是共治沙皇）
5. 1682年-1725年，彼得一世（始稱皇帝和獨裁者）
6. 1725年-1727年，叶卡捷琳娜一世
7. 1727年-1730年，彼得二世
8. 1730年-1740年，安娜
9. 1740年-1741年，伊凡六世
10. 1741年-1762年，伊丽莎白

## 纹章
|                                                                                  |
| 罗曼诺夫王朝的纹章，分为带背景和不带背景两个版本，前者仅用于沙皇及少数皇族成员。 |

## 关联条目
- 俄罗斯君主世系图
- 俄罗斯君主列表

## 外部連接
- . . St. Petersburg. 1890–1907.
- Historical reconstruction series "Romanovs" – First Channel, Star Media, Babich Design (2013). （页面存档备份，存于）
- The Russian Imperial Collection （页面存档备份，存于） at the Library of Congress has books from the Romanov family.
- Объединение членов рода Романовых
- Официальный сайт Российского Императорского Дома （页面存档备份，存于）
- Официальный сайт Российского Монархического Движения （页面存档备份，存于）
- РОМАНОВЫ картинная галерея
- Убийство Царской Семьи （页面存档备份，存于）, Николай Соколов. Судебное расследование убийства Императорской семьи Романовых в 1918 году
- С. Скотт. Романовы. Биография династии — М.: «Захаров», 2006, информация об издании （页面存档备份，存于）
- Генеалогическое древо Романовых от древних времён до наших дней. (55 Mb)[永久]
- Фотографии Романовых （页面存档备份，存于） на портале «История России в фотографиях» （页面存档备份，存于）